# Ira Michael Heyman
Ira Michael Heyman (30 mai 1930 - 19 novembre 2011) est professeur de droit et de planification urbaine et régionale, chancelier de l'Université de Californie à Berkeley et secrétaire de la Smithsonian Institution,,,.

## Biographie
Heyman est né en 1930 à New York . Il est diplômé de la Bronx High School of Science et, en 1951, du Dartmouth College. À Dartmouth, il rejoint la fraternité Theta Chi. Après avoir servi comme officier de l'US Marine Corps pendant la guerre de Corée, il entre à la Yale Law School, où il devient rédacteur en chef du Yale Law Journal. Après avoir obtenu son diplôme en 1956, il est greffier du juge Charles Edward Clark de la Cour d'appel des États-Unis pour le deuxième circuit, puis de 1958 à 1959, il est greffier du juge en chef Earl Warren.
Il rejoint la faculté de droit de Berkeley en 1959, et il devient vice-chancelier en 1974. Il est nommé sixième chancelier de Berkeley et occupe ce poste de 1980 à 1990 ,.
Il retourne à l'enseignement du droit après avoir quitté la chancellerie. Il est conseiller du secrétaire et sous-secrétaire adjoint pour la politique au département américain de l'intérieur, de 1993 à 1994 ; et secrétaire de la Smithsonian Institution de 1994 à 2000. Il est administrateur du Dartmouth College de 1982 à 1992 et président du conseil d'administration pendant les deux dernières années de son mandat . Au cours de ses années à Berkeley, il devient membre du Bohemian Club, aux côtés de Caspar Weinberger, qui est le secrétaire à la Défense de Ronald Reagan.
Après avoir fumé quelques paquets de cigarettes par jour pendant de nombreuses années, il est mort d'emphysème en 2011.